# Vienne-la-Ville
Vienne-la-Ville település Franciaországban, Marne megyében. Lakosainak száma 162 fő (2022. január 1.). Vienne-la-Ville Saint-Thomas-en-Argonne, Berzieux, Courtémont, Moiremont, La Neuville-au-Pont, Servon-Melzicourt és Vienne-le-Château községekkel határos.

## Népesség
A település népessége az elmúlt években az alábbi módon változott:
| Lakosok száma | 181  | 184  | 177  | 189  | 169  | 172  | 173  | 173  | 169  | 162  |
|               | 1968 | 1982 | 1990 | 2006 | 2013 | 2015 | 2017 | 2019 | 2020 | 2022 |